# نجادعلی الماسی
نجادعلی الماسی (زاده ۱۳۲۰ در کرمانشاه - ) حقوق‌دان و استاد تمام دانشکده حقوق و علوم سیاسی دانشگاه تهران می‌باشد. وی هم‌اکنون رئیس پژوهشکده مطالعات حقوقی ایران و جهان و سردبیر دوفصلنامه علمی پژوهشی پژوهشنامه حقوق اسلامی و عضو هیئت تحریریه دوفصلنامه آموزه‌های حقوقی گواه و دوفصلنامه حقوق بشر می‌باشد.

## تحصیلات
الماسی پس از اخذ دیپلم وارد دانشکده حقوق و علوم سیاسی دانشگاه تهران شد. وی برای تحصیلات تکمیلی خود به پاریس رفته و پس از دفاع از رساله خود و اخذ مدرک دکتری در سال ۱۳۵۰ به ایران بازگشت و به عضویت هیئت علمی دانشگاه تهران درآمد.

## تالیفات
دو کتاب «حقوق بین‌الملل خصوصی» و «تعارض قوانین» که از کتاب‌های مرجع حقوقی می‌باشد، از تالیفات نجادعلی الماسی می‌باشد. همچنین وی دارای بیش از ۳۰ عنوان مقاله منتشر شده در نشریات گوناگون می‌باشد.

## بزرگداشت
در سال ۱۳۹۱ مراسم بزرگداشت نجادعلی الماسی توسط دانشکده حقوق و علوم سیاسی دانشگاه تهران برگزار گردید.